# Norman Reedus
Norman Reedus (Hollywood (Florida), 6 januari 1969) is een Amerikaans acteur. Hij speelde de rol van Daryl Dixon in de televisieserie The Walking Dead.

## Levensloop
Reedus werd geboren in Florida, maar al snel volgde de scheiding van zijn ouders. Zijn moeder leidde een zwervend bestaan om te kunnen voorzien in haar levensonderhoud en dat van de kinderen. Zo heeft Norman in veel steden gewoond voor hij zich settelde in Los Angeles. Ook heeft hij in Japan, Engeland en Spanje gewoond. Hij had van 1998 tot 2003 een relatie met Helena Christensen, met wie hij een zoon heeft. Sinds juli 2016 heeft hij een relatie met de Duitse actrice Diane Kruger. In november 2018 beviel ze van haar eerste en zijn tweede kind.
In 2022 kreeg Reedus een ster op de Hollywood Walk of Fame.

## Filmografie

### Film
- Six Ways to Sunday (1997)
- Mimic (1997)
- Floating (1997)
- Dark Harbor (1998)
- Reach the Rock (1998)
- I'm Losing You (1998)
- Davis Is Dead (1998)
- The Boondock Saints (1999)
- 8MM (1999)
- Let the Devil Wear Black (1999)
- Sand (2000)
- Bad Seed (2000)
- I Gossip (2000)
- Beat (2000)
- The Beatnicks (2001)
- Deuces Wilde (2002)
- Blade II (2002)
- Luster (2002)
- Octane (2003)
- Tough Luck (2003)
- Nobody Needs to Know (2003)
- Ôsama no kampô (2004)
- Until the Night (2004)
- The Notorious Bettie Page (2005)
- Antibodies (2005)
- A Crime (2006)
- Walls (2006)
- 13 Graves (2006)
- Moroz po kozhe (2007)
- American Gangster (2007)
- Cadillac Records (2008)
- Clown (2008)
- Dead*Line (2008)
- Red Canyon (2008)
- Hero Wanted (2008)
- The Boondock Saints II: All Saints Day (2009)
- Pandorum (2009)
- Messengers 2: The Scarecrow (2009)
- I The Chase (2009)
- 8 Uhr 28 (2010)
- Ollie Klublershturf vs. the Nazis (2010)
- The Conspirator (2010)
- Meskada (2010)
- Hello Herman (2011)
- Sunlight Jr. (2012)
- Night of the Templar (2012)
- Vacation (2015)
- Air (2015)
- Triple 9 (2016)
- The Bikeriders (2023)
- Ballerina (2025)

### Televisie
- Charmed (2003), 2 afleveringen
- Masters of Horror (2005)
- Law & Order: Special Victims Unit (2006)
- Hawaii Five-0 (2010)
- The Walking Dead (2010-2022), 145 afleveringen
- The Soup (2011)
- The Walking Dead: Daryl Dixon (2023-heden)

## Youtube-series
- Helluva Boss (2021), als Striker

## Computerspellen
- The Walking Dead: Survival Instinct (2013), als Daryl Dixon
- P.T. (2014), als protagonist
- Death Stranding (2019), als Sam 'Porter' Bridges
- The Walking Dead: Onslaught (2020), als Daryl Dixon
- Death Stranding 2 (2025), als Sam 'Porter' Bridges